# Ergane cognata
Ergane cognata är en spindelart som beskrevs av Koch L. 1881. Ergane cognata ingår i släktet Ergane och familjen hoppspindlar. Inga underarter finns listade i Catalogue of Life.